# Oratorio cristiano (Ostia)
L'oratorio cristiano (II,VII,1) era un piccolo luogo di culto, che si trova nella regio II della città romana di Ostia.

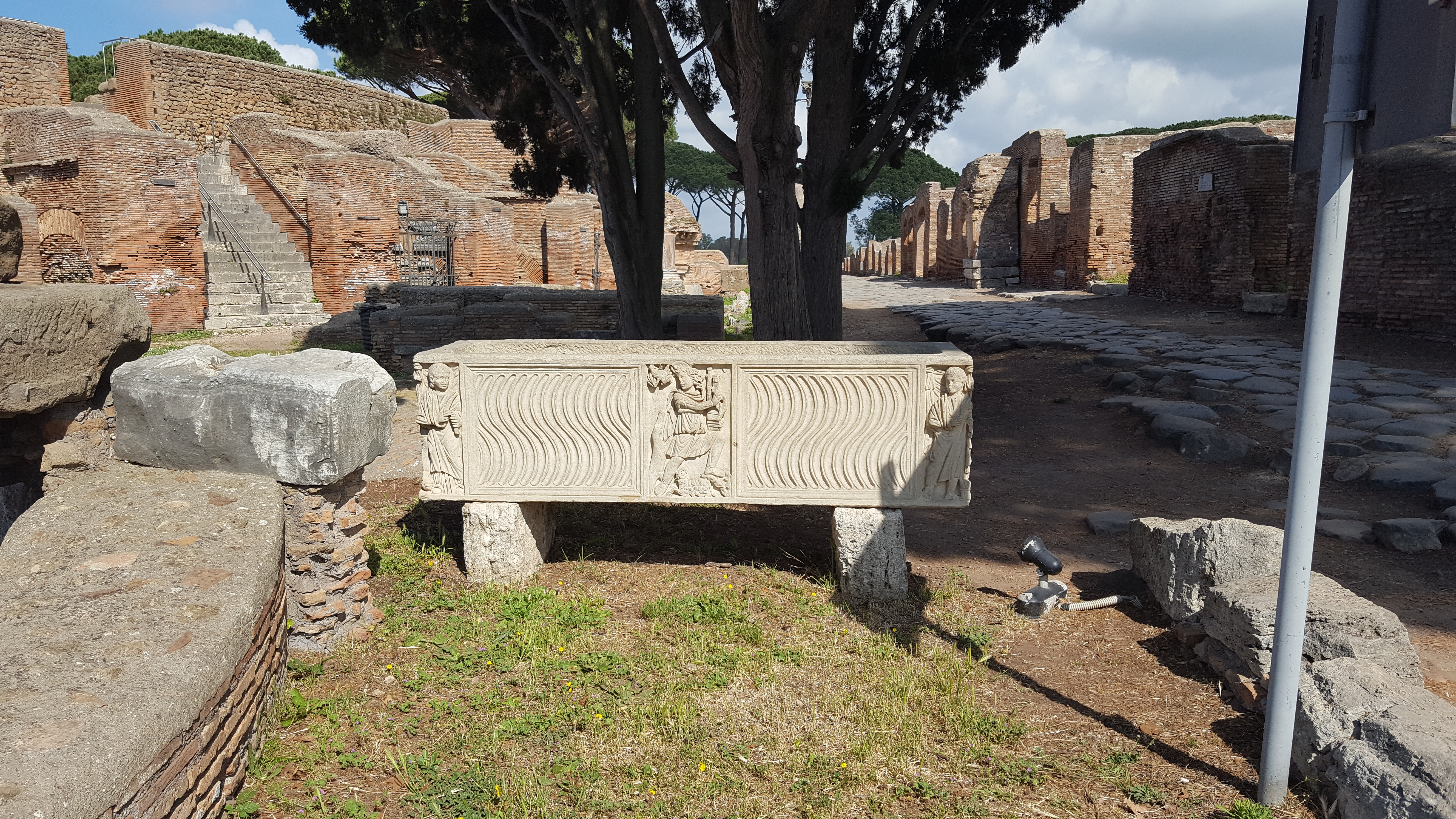
Il sarcofago di Ciriaco

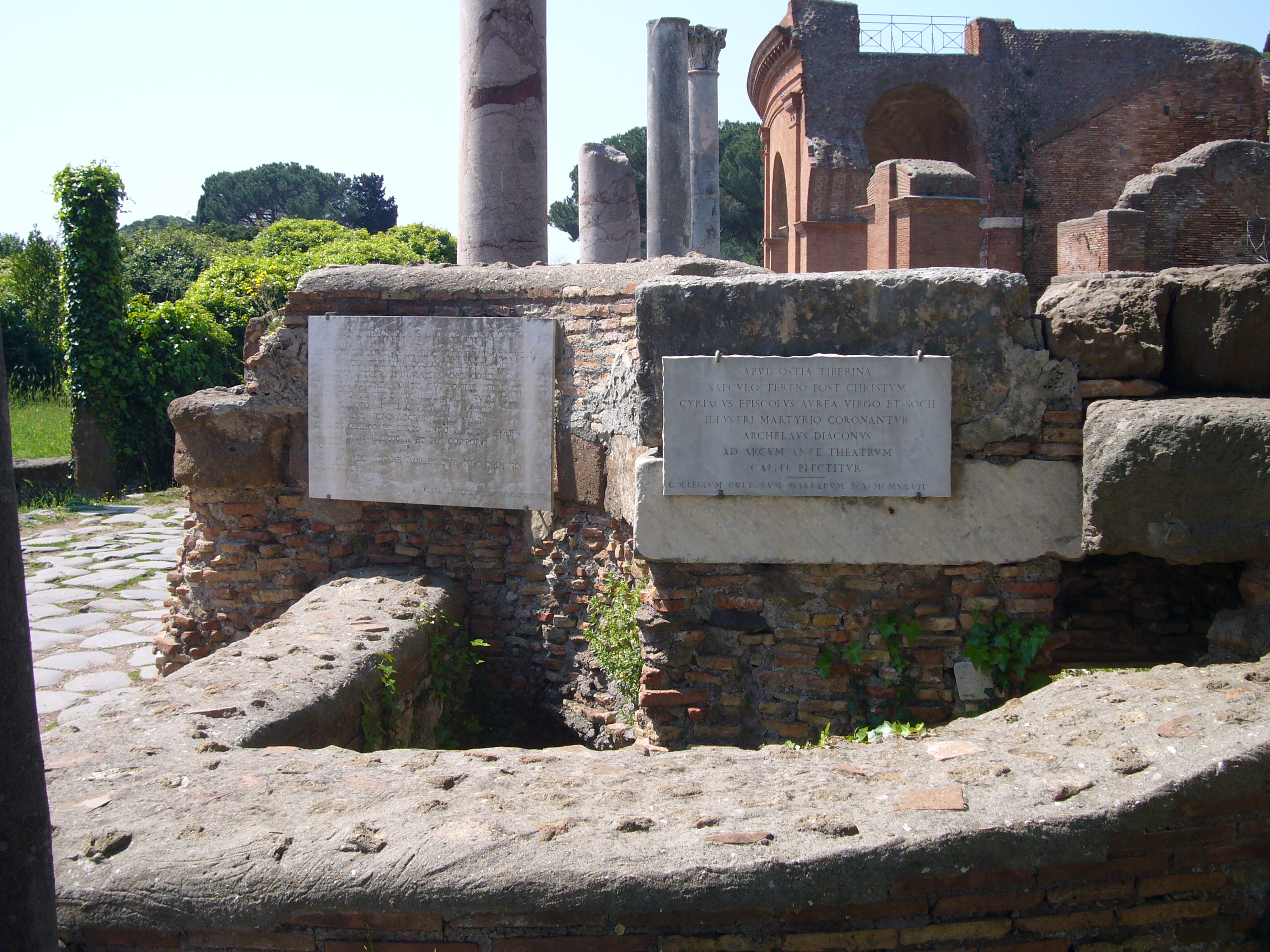
Resti della cappella su decumano

## Descrizione
L'oratorio si trova sul decumano massimo davanti al teatro romano, in uno spazio triangolare compreso tra il teatro, il decumano e gli edifici affacciati su via delle Corporazioni; nell'epoca in cui fu costruito e frequentato il livello del piano si era considerevolmente rialzato rispetto quello attualmente visibile, obliterando gran parte dei resti delle strutture che in precedenza vi si trovavano, come il ninfeo gemello  di quello (II,VII,6) ancora visibile più avanti sul decumano.
L'oratorio fu delimitato con una fila di quattro colonne di reimpiego sul lato sud e di altre due sul lato nord; lo spazio venne pavimentato con numerosi piccoli frammenti di marmo di reimpiego. All'angolo sud-est, sopra l'incrocio tra decumano massimo e via delle Corporazioni e il precedente ninfeo, venne costruita una piccola cappella con muratura in materiali di risulta, di cui resta una piccola abside; l'edificio subì rimaneggiamenti ancora in epoca alto-medievale, nel VI e ancora nell'VIII secolo.
Nell'area vennero ritrovati resti umani e sarcofagi di epoca precedente, riutilizzati per nuove sepolture e un sarcofago cristiano del III o inizi del IV secolo, con rilievo di Orfeo rappresentato come il Buon Pastore e l'iscrizione relativa al defunto, Ciriaco, forse identificabile con il vescovo ostiense martirizzato nel 269. Il luogo è probabilmente identificabile con la chiesa di San Ciriaco, che, sebbene in rovina, veniva ancora visitata in pellegrinaggio nel XII secolo dai fedeli provenienti da Gregoriopoli, come veniva chiamato il borgo di Ostia Antica nel tardo medioevo.
La circostanza che nel luogo siano stati ritrovati sarcofagi e resti umani, ha fatto ipotizzare che già nell'alto medioevo fosse utilizzato come area sepolcrale, per un centro abitato in declino, ormai svuotato di gran parte della sua popolazione. Secondo l'archeologo Dante Vaglieri, la costruzione dell'oratorio è successiva alla formazione della necropoli.

### Annotazioni
1. ↑  La lettura di quest'area archeologica, che conserva anche due sepolture, è difficile a causa dei pesanti restauri effettuati in epoca moderna.[3]

### Riferimenti
1. ↑   Ninfei ai lati del Teatro e Oratorio cristiano, su ostiaantica.beniculturali.it. URL consultato il 4 aprile 2025.
2. 1 2 3 4  (EN) Regio II - Insula VII - Oratorio cristiano (II,VII,1), su ostia-antica.org. URL consultato il 4 aprile 2025.
3. 1 2   Simona Pannuzi e Andrea Carbonara, Edifici di culto cristiano in area ostiense : Alcune riflessioni alla luce dei più recenti dati archeologici, collana Collection de l'École française de Rome, Publications de l’École française de Rome, 2023,  pp. 289–318, ISBN 978-2-7283-1598-7. URL consultato il 4 aprile 2025.